# 이주석 (1962년)
이주석(1962년 10월 19일~)은 대한민국의 배우이자 연극인이다. 충청북도 청주시 출생이고, 현재 거주지는 강원특별자치도 화천군이다. 부인은 배우 김희령이다.

## 출연작

### 드라마
- 1996년 KBS2 청소년드라마 《스타트》 ... 도재훈[1] 역
- 1997년 KBS1 시골풍경드라마 《대추나무 사랑 걸렸네》 ... 도성국[2] 역
- 1997년 SBS 특별기획드라마 《아름다운 그녀》 ... 류형기[3] 역(단역)
- 2001년 ITV 시트콤 《립스틱》 ... 인천 부평구 《경인대리운전업사》의 대표이사(사장) 이주석 역(단역)
- 2007년 SBS 수목드라마 《로비스트》 ... 최강민 역
- 2008년 KBS2 아침드라마 《아내와 여자》 ... 권태환 역
- 2010년~2011년 SBS 월화드라마 《괜찮아, 아빠딸》 ... 변호사 역
- 2011년 KBS2 월화드라마 《강력반》 ... 박은아의 아버지 역
- 2011년 KBS2 수목드라마 《공주의 남자》 ... 안평대군 역
- 2011년 SBS 특별기획드라마 《여인의 향기》 ... 이연재의 아버지 역
- 2012년 KBS2 단막극 《KBS 드라마 스페셜 - 저어새, 날아가다》 ... 청수 역
- 2012년 KBS1 일일연속극 《힘내요 미스터 김》 ... 고주성 부 역
- 2013년 MBC 아침드라마 《내 손을 잡아》 ... 김성수 역
- 2014년 KBS2 월화드라마 《트로트의 연인》 ... 서유미의 아버지 역
- 2014년~2015년 KBS2 수목드라마 《왕의 얼굴》 ... 신립 역
- 2014년 tvN 일요드라마 《삼총사》 ... 윤여립 역
- 2015년 MBC 아침드라마 《이브의 사랑》 ... 진정한 역
- 2015년 MBC 일일연속극 《위대한 조강지처》 ... 한기철 검진 병원 의사 역
- 2015년 SBS 수목드라마 《리멤버 - 아들의 전쟁》...
- 2016년 MBC 주말특별기획 《옥중화》 ... 이정국 역 (역관)
- 2016년 tvN 금토드라마 《굿 와이프》 ... 판사 역
- 2017년 MBC 일일연속극 《돌아온 복단지》 ... 신경수 역 (AG그룹 회장)
- 2017년 tvN 월화드라마 《하백의 신부 2017》...
- 2017년 SBS 드라마스페셜 《당신이 잠든 사이에》 ... 재판장 역
- 2018년 JTBC 월화드라마 《미스 함무라비》...
- 2018년 MBC 일일연속극 《비밀과 거짓말》... 권재웅 실장 역
- 2020년 JTBC 금토드라마 《우아한 친구들》 ... 한응식 역
- 2022년 KBS2 주말연속극 《삼남매가 용감하게》 ... 장영식의 의붓아버지 역 (특별출연)

### 영화
- 1997년 《접속》 ... PD 1 역
- 2004년 《빈 집》 ... 노인아들 역
- 2005년 《그때 그사람들》 ... 각하 경호원 역
- 2005년 《태풍태양》 ... 소요 아버지 역
- 2005년 《파랑주의보》 ... 의사 역
- 2006년 《피터팬의 공식》 ... 인희 남편 역
- 2006년 《아파트》 ... MD 실장 역
- 2006년 《폭력써클》 ... 담임 역
- 2007년 《수》 ... 보안2반 팀장 역
- 2007년 《숨》 ... 그림 죄수 역
- 2008년 《비몽》 ... 교통계 조서경찰 역
- 2012년 《알투비:리턴투베이스》 ... 국정원 간부 역
- 2015년 《위선자들》 ... 방송국 국장 역
- 2019년 《얼굴없는 보스》 ... 상곤 부 역

### 연극
- 2012 모노드라마 - 《침묵》
- 2010 창작 성극 - 《영혼》
- 2001 《유리동물원》
- 2000 셰익스피어 - 《맥베드》
- 1993 괴테 - 《파우스트》 ... 거울 장수 Sigmund Kollos(지그문트 콜로스) 역
- 1985 셰익스피어 - 《오셀로》 ... 소전령사 Mark Solomon(마크 솔로몬) 역
- 1983 셰익스피어 - 《햄릿》 ... 소전령사 Donald Alexander(도널드 알렉산더) 역
- 1982 셰익스피어 - 《리어 왕》 ... 소전령사 Simon Seymour(사이먼 시모어) 역

### 뮤지컬
- 2016 뮤지컬 - 《갈릴리로 가요》 ... 몽학 선생 역